# كلاوس ميل
كلاوس ميل (بالإنجليزية: Claws Mail)‏ هو عميل بريد إلكتروني حُرّ ومفتوح المصدر مُسندٌ إلى جتك وسي، وهو خفيف الوزن [الإنجليزية] وقابل للتخصيص (بواسطة المُستخدم).

## وصلات خارجيَّة
- الموقع الرسمي
- كلاوس ميل على موقع Open Hub (الإنجليزية)
- كلاوس ميل على موقع Free Software Directory (الإنجليزية)
- كلاوس ميل على موقع Framasoft (الفرنسية)
- كلاوس ميل على موقع SourceForge (الإنجليزية)